# ولاساتیتسه
ولاساتیتسه (به لاتین: Vlasatice) یک منطقه‌ی مسکونی در جمهوری چک است که در شهرستان برنو-ونکوو واقع شده‌است. ولاساتیتسه ۲۲٫۹۴ کیلومتر مربع مساحت و ۷۹۹ نفر جمعیت دارد و ۱۸۳ متر بالاتر از سطح دریا واقع شده‌است.